# Gautrek
Gautrek Gautsson (nórdico antiguo: Gautrekr, n. 618) fue un legendario caudillo vikingo, rey de los gautas, que aparece en diversas fuentes literarias escandinavas, como la saga de Gautrek, Hrólfs saga Gautrekssonar, Bósa saga ok Herrauðs, saga de los Ynglings, Nafnaþulur (parte de la Edda prosaica) y Af Upplendinga konungum. 
Gautrek se encuentra presente en diferentes formas temporales que podrían representar a diferentes reyes con el  mismo nombre, ya que el significado literal es «rey gauta». En las diferentes formas también ofrece una imagen diferente. No obstante, en todas esas personalidades siempre aparece como hijo de un gauta y, solo en una de esas formas, su padre es quien dio el nombre a Götaland.

## Perfil
Gautrekr es un personaje contemporáneo al héroe Starkad y los reyes suecos Alrek y Eirík.
La saga de Gautrek relata que Gautrek nació tras la unión de Gauti, rey de Västergötland, y Snotra que era la más inteligente de unos madereros tacaños (su familia se suicidó por haber perdido mucha comida aceptando a Gauti como huésped). Snotra llevó a Gautrek siendo niño a la corte del rey Gauti y años más tarde, moribundo en su cama, le nombró heredero.
Gautrekr casó con Álfhildr, hija del rey Harald de Wendland. Al perder a su esposa perdió la cordura, ignorando todos los asuntos de gobierno y pasando todo el tiempo en el montículo donde estaba enterrada su amada, haciendo volar a su halcón. 
Con engaños y el asesoramiento de Neri, uno de los jarls de Gautrek, un hombre llamado Ref ganó la mano de la hija del rey, Helga y obtuvo los dominios del condado que Neri obtuvo del rey. 
Si la saga de Gautrek menciona una hija llamada Helga, Hrólfs saga Gautrekssonar suma dos hijos, Ketill y Hrólfr. Ambos sucesores de los dominios de Gautrek. Hrólfr dedicó años a las incursiones vikingas en Inglaterra, hasta que pudo cortejar y raptar a la princesa de Suecia, para hacerla su esposa.

### Gautrek el Generoso
En otro perfil, Gautrek es padre de Algautr, el último rey de los gautas en las leyendas escandinavas. En Af Upplendinga konungum y la saga de los Ynglings se le describe como hijo de Gauti, el rey que dio el nombre a Götaland. Af Upplendinga konungum cita que Gautrek casó con Alof, la hija de Óláf el Perspicaz (Óláfr inn skyggni), rey de Närke. Ambas fuentes coinciden que tuvo un hijo llamado Algautr, cuya hija Gauthildr casó con el rey sueco Ingjald.
La saga de los Ynglings menciona que el rey sueco Ingjald invitó a Algaut y otros reyes suecos a un banquete en Gamla Uppsala, aprovechó para quemarlos a todos en la sala donde se celebraba el festejo y luego conquistar todos los reinos de los difuntos monarcas.
En Bósa saga ok Herrauðs, Gautrek el Generoso se menciona brevemente como hijo de Gauti, hijo de Odín. Su hermano Ring fue rey de Östergötland y padre de Herrauðr, el mismo jarl gauta que ofreció su hija Þóra Borgarhjörtr a Ragnar Lodbrok, cuando le salvó del Lindworm, relato que aparece en otras sagas.